# 범어사 나한전 십육나한도
부산 범어사 나한전 십육나한도(釜山 梵魚寺 羅漢殿 十六羅漢圖)는 부산광역시 금정구, 범어사에 있는 불화이다. 2018년 7월 25일 문화재 지정 예고를 거쳐, 2018년 10월 3일 부산광역시의 문화재자료 제105호로 지정되었다.

## 지정 사유
범어사 나한도는 나한전의 내부 석가설법도의 양측면으로 나누어 십육나한도를 배치하고 있는데, 모두 여섯 폭이다. 석가설법도의 왼쪽부터 제1, 3, 5폭을, 오른쪽에는 제 2, 4, 6폭을 각각 배치하였다. 제1폭은 빈도라바라타자, 가나가바리타, 나구라존자를 묘사하였고, 제2폭은 가나가바차, 소빈다, 바다라존자, 제3폭에는 가리가, 지바카, 라호라존자를, 제4폭은 바자라푸타라, 반타카, 나가서나존자, 제5폭에는 가타, 아지타존자, 제6폭은 대나파사, 주다반탁가존자로 구성되어 있다. 배경으로는 청록산수와 같은 자연경관을 비중있게 다루었고, 학, 거북, 사슴, 소나무와 같은 십장생 내지는 길상 모티프를 반영하여 풍부한 화면을 만들었는데 도불습합의 민화풍 불화를 연상케 한다.
범어사 나한전 십육나한도는 대한광무 9년인 1905년에 금호약효와 보응문성 등 19세기 후반 마곡사파의 화승 그룹이 참여하여 조성한 불화이다. 배경의 청록산수화풍의 자연경관 묘사와 십장생 등 민화의 모티프를 사용한 점, 나한들의 익살스럽고 해학적인 표정과 자세 등이 돋보이는 작품이다. 화기를 통해 알 수 있듯이 금호약효와 보응문성은 마곡사파를 정립한 대표적인 화승이며, 작품의 인물 묘사나 채색기법에서도 마곡사화파의 양식적 특징과 기량이 가감없이 반영되어 있다. 따라서 범어사 나한전 십육나한도는 대한제국기 충청도 일대를 대표했던 화사집단인 마곡사화파의 화풍과 독창성이 반영된 작품으로 예술적 가치가 뛰어나고, 제작시기와 봉안처가 확실하여 학술적 가치가 있
다.

## 참고 자료
- 부산 범어사 나한전 십육나한도 - 국가유산청 국가유산포털